# Municipio de Delavan (Minnesota)
El municipio de Delavan (en inglés: Delavan Township) es un municipio ubicado en el condado de Faribault en el estado estadounidense de Minnesota. En el año 2010 tenía una población de 228 habitantes y una densidad poblacional de 2,48 personas por km².

## Geografía
El municipio de Delavan se encuentra ubicado en las coordenadas 43°48′14″N 94°5′22″O / 43.80389, -94.08944. Según la Oficina del Censo de los Estados Unidos, el municipio tiene una superficie total de 91.86 km², de la cual 86,07 km² corresponden a tierra firme y (6,3 %) 5,79 km² es agua.

## Demografía
Según el censo de 2010, había 228 personas residiendo en el municipio de Delavan. La densidad de población era de 2,48 hab./km². De los 228 habitantes, el municipio de Delavan estaba compuesto por el 96,93 % blancos, el 3,07 % eran de otras razas. Del total de la población el 3,07 % eran hispanos o latinos de cualquier raza.